# 極楽大将生活賛歌
「極楽大将生活賛歌」（ごくらくたいしょうせいかつさんか）は、エレファントカシマシの8枚目のシングル及び楽曲。
1993年10月1日にEpic/Sony Recordsよりリリースされた。規格品番はESDB-3418。廃盤。

## 解説
アルバム『東京の空』の先行シングル。当シングル収録曲2曲共に収録。

## 収録曲
全編曲：エレファントカシマシ
1. 極楽大将生活賛歌（3:52）
  - 作詞・作曲：宮本浩次
    - アルバム『東京の空』収録バージョンはギターカウントから収録されているが、シングル版は含まれていない。
    - 2002年に発売されたベスト・アルバム『エレファントカシマシ SINGLES1988-2001』には、シングルバージョンが収録。
    - 上記に関し特にシングル、アルバムバージョンといった表記はない。
2. 星の降るような夜に （3:10）
  - 作詞・作曲：宮本浩次・高緑成治
    - アルバム『東京の空』収録バージョンはアウトロに効果音が追加されている。
    - ベスト・アルバム『エレファントカシマシ ベスト』にはシングルバージョンが収録されている。